# Strangalia hamatipes
Strangalia hamatipes es una especie de escarabajo longicornio del género Strangalia, categorizada en la tribu Lepturini, de la subfamilia Lepturinae. Fue descrita por Giesbert en 1986.

## Descripción
Mide 14-18 mm de longitud.

## Distribución
Se distribuye por México.